# زارا ديفيس
زارا ديفيس (بالإنجليزية: Zara Davis)‏ هي متسابقة يخت بريطانية، ولدت في 13 يوليو 1966 في برستل في المملكة المتحدة.